# Robert Pritzker
Robert Alan' Bob 'Pritzker (30 de junio de 1926 - 27 de octubre de 2011) fue un hombre de negocios estadounidense, miembro de la acaudalada familia Pritzker.

## Semblanza
Pritzker nació en Chicago en el seno de la familia Pritzker, un grupo de influyentes hombres de negocios de origen judío. Era hijo de Fanny (de soltera Doppelt) y de A.N. Pritzker. Tuvo dos hermanos: Donald Pritzker y Jay A. Pritzker.
Robert Pritzker recibió una licenciatura en ingeniería industrial por el Instituto de Tecnología de Illinois en 1946 y un doctorado honoris causa en 1984. Impartió cursos nocturnos en el IIT y comenzó a servir en la Junta Directiva en 1962, actuando como Regente de la Universidad hasta el momento de su muerte. También impartió clases nocturnas en la Escuela de Negocios para Graduados de la Universidad de Chicago (ahora la Escuela de Negocios Booth) a finales de la década de 1970 y durante la de 1980. Sus clases consistían en casos desarrollados a partir de adquisiciones comerciales reales en las que estuvo involucrado, y los estudiantes tenían que recomendar si comprar o no las empresas en estudio. Pritzker fundó el Marmon Group, una asociación internacional de empresas autónomas de fabricación y servicios. Los activos de Marmon constituyen la mitad de la fortuna de la familia Pritzker. El éxito de Robert se puede atribuir en parte a su estructura empresarial única, en la que se confía en los empleados para tomar más decisiones clave, independientemente de la oficina central, que en otros entornos de fabricación típicos. Esta independencia permite una mayor creatividad y aumenta la agilidad y la productividad del negocio. Al mismo tiempo, Pritzker pasó un año como presidente de la Asociación Nacional de Fabricantes.
En 2002, Bob Pritzker se retiró de su puesto de presidente del Marmon Group y asumió el cargo de presidente de Colson Associates, Inc., un holding de empresas de fundición, moldeado de plásticos, hardware y empresas médicas, incluidas Acumed, OsteoMed y Precision Edge Surgical Products entre otras.

## Vida personal
Pritzker se casó tres veces:
- Su primera esposa fue[6] Audrey Gilbert,[7][8] de quien se divorció en 1979.[6] En 1981, Audrey Gilbert se volvió a casar con Albert B. Ratner, copresidente del desarrollador de bienes raíces con sede en Cleveland Forest City Enterprises.[7][8] Pritzker y Gilbert tuvieron tres hijos:[9]
  - Jennifer N. Pritzker (nacida en 1950 como varón, su primer nombre fue James, hasta 2013 cuando se declaró transgénero):[10] teniente coronel retirado del Ejército de los Estados Unidos y fundadora de la Biblioteca Militar Pritzker.[11] Jennifer tiene tres hijos: su hija Tal Hava Pritzker y sus hijos Andrew y William.[11]
  - Linda Pritzker (n. 1953) - psicoterapeuta y ordenada lama budista tibetano.[12]
  - Karen Pritzker Vlock (n. 1958) - casada con el inversor Michael Vlock.[13]
- En 1980, se casó con la australiana Irene Dryburgh, a quien conoció mientras ella trabajaba en un hotel Hyatt en Australia. Antes de su divorcio en 1989, tuvieron dos hijos:[6][14]
  - Matthew Pritzker (n. 1982): empresario de bienes raíces, director de Matthew Pritzker Company, ex propietario de HomeMade Pizza Company (con sede en Chicago), y de State Street Pictures.
  - Liesel Matthews (n. 1984) - actriz infantil que protagonizó La princesita e interpretó a la hija del presidente de los Estados Unidos en la película Air Force One. Cofundó con su madre la Fundación IDP,[15] dedicada a  "desarrollar programas innovadores, escalables y replicables a través de iniciativas sostenibles que se alejan de los modelos basados en la ayuda y conducen a un mayor progreso en el logro de la Educación para Todos para los más desfavorecidos. "[16]
- Su tercera esposa, con quien se casó en 1994, fue Sao Mayari Sargent,[17] hija de la escritora austríaca Inge Sargent (de soltera Eberhard), y de su primer marido Sao Kya Seng, último Saopha del Estado Shan en Hsipaw State, Birmania.[18][19]

Robert Pritzker prefería viajar en clase turista a pesar de tener acceso a un jet corporativo de propiedad familiar: "Si les pido a mis gerentes que vayan en clase turista, ¿cómo puedo ir en primera clase? Eso es liderazgo".
Pritzker recibió el premio Golden Plate Award de la Academia de Logros de América en 1983.
El sobrino y homónimo de Pritzker, J.B., fue elegido gobernador de Illinois en 2018.